# Julia Svanberg

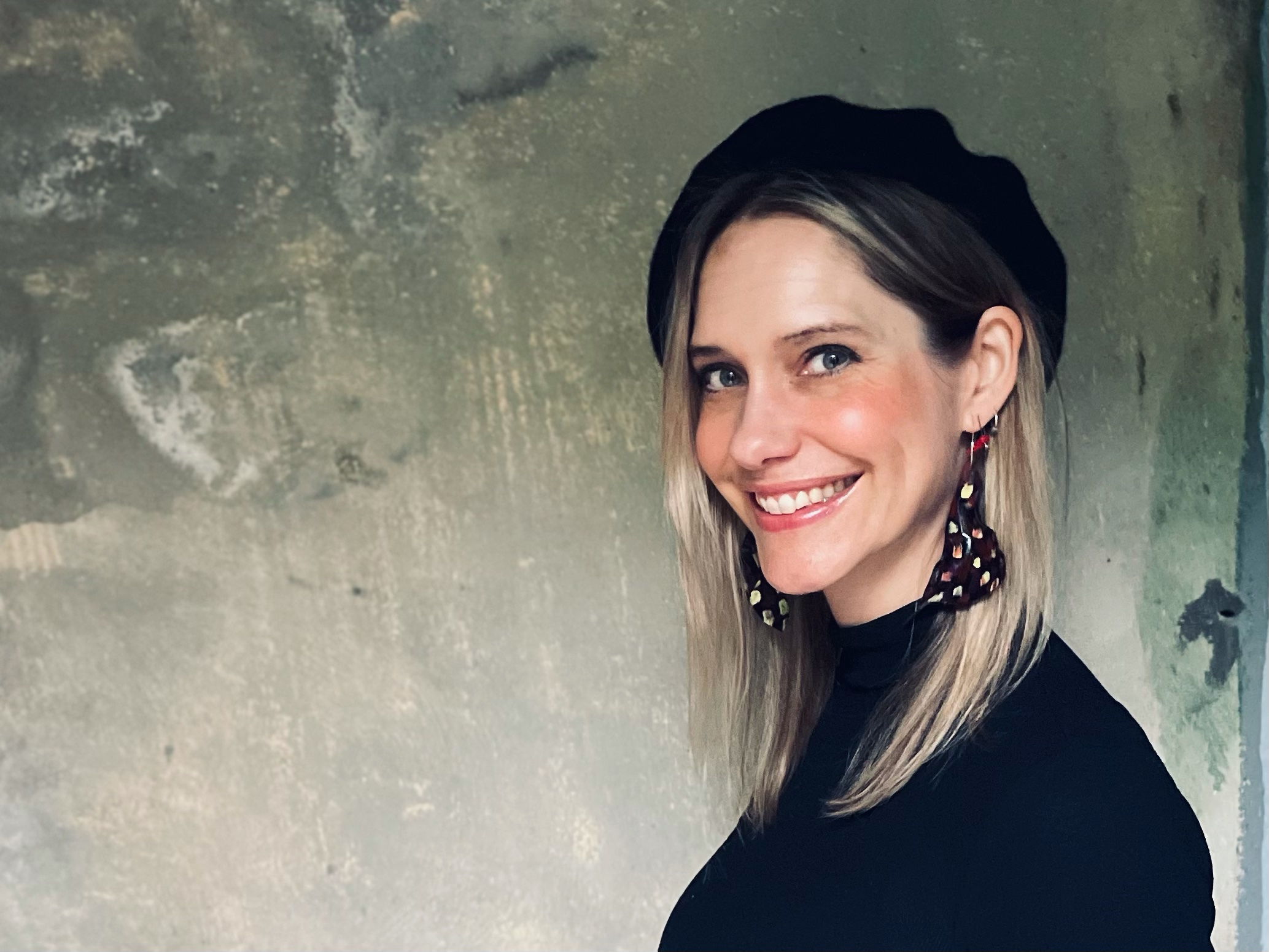
Julia Svanberg

Julia Ellen Charlotta Svanberg, född 31 maj 1982 i Karlshamn, är en svensk författare och översättare. Hon debuterade 2014 på Mix förlag och har varit frilansskribent för bland annat  Svenska Dagbladet, tidningen Hemslöjd och Syre. Hon är dotter till konstnären Signar N. Bengtson.  
År 2017 kom hon ut med romanen Candelarias hus (Albert Bonniers förlag) som fick ett gott mottagande och ledde till att hon tilldelades Lilly och Tage Fridhs stipendium för unga författare tillsammans med Klara Krantz samt Region Blekinges kulturstipendium 2018 och 2019. År 2025 kom hon ut med första delen i Ödesforsserien Martyren (Norstedts förlag) som skrivs under heteronymen Sabina Roos tillsammans med författaren Hilma Olsson.
Som översättare är hon specialiserad inom lättläst litteratur och har översatt flera barn- och ungdomsböcker på Hegas förlag.